# Elvonás (nyelvészet)
A nyelvészetben az „elvonás” terminus a szókészlet gyarapításának egyik nyelven belüli eszközét, a szóalkotási módok egyikét nevezi meg. Abban áll, hogy valós vagy vélt toldalékot választanak le egy meglévő szóról. Egyes szerzők csak valós toldalék leválasztását említik, mások csak vélt toldalékét.
Az elvonás a szóképzés fordítottja. Analógián alapszik, vagyis az alkotott szó hasonlít olyan szavakra, amelyekből régebben képzéssel alkottak szavakat. Például a magyar nyelvbe átkerült a szláv kopati ige, és az -l képző segítségével illeszkedett be, így lett kapál. Később, mivel sok ige főnévből ezzel a képzővel keletkezett (darab > darabol, gomb > gombol, szó > szól stb.), ezek mintájára elhagyták a kapál igéről az -l-t és így addig nem létező névszótő jött létre: kapa. Ugyanez ment végbe a parancs (< parancsol), vád (< vádol) stb. főnevek esetében is.
Az elvonás különleges típusának nevezi Gerstner 2006 szóösszetételek és szószerkezetek tagjainak kiválását is, aminek következtében a megmaradó tag átveszi az egész szó vagy szerkezet jelentését: brassói aprópecsenye > brassói, feketekávé > fekete stb. Ezért ezt a szóalkotási módot egyes szerzők jelentéstapadásnak nevezik.

## Az elvonás néhány nyelvben

### A magyarban
A magyar nyelvben az elvonás már viszonylag régi szóalkotási mód, amint a fenti példák is mutatják.
A nyelvújítás korában (kb. 1790–1820) tudatossá is vált. Egyes akkor alkotott szavak ma is aktuálisak, pl. lötty (< lötyög), pír (< pirul, pirít) stb.
Az elvonás a mai nyelvben terjedőben van. Összetett főnév igei alapú utótagjának a képzője válik le: bűnüldözés > bűnüldöz, gyorsúszás > gyorsúszik, hosszútávfutás > hosszútávfut, hőszigetelés > hőszigetel, távmásolás > távmásol stb.
A szlengben vannak egyszerű igékből is elvonással alkotott szavak, pl. macera (< macerál), zaba (< zabál).

### A franciában
Az ófrancia nyelvben termékeny volt hímnemű főnevek elvonással való alkotása főnévi igenévből (pl. accord (hn.) ’egyezség’ (< (s’)accorder ’megegyezni’, egyeztetni’), és a nőneműeké a mai nyelvben is termékeny, pl. adresse (nn.) ’cím’ (< adresser ’címezni’). Olykor az elvonás nyomán hangváltozások történtek, pl. gain ’nyereség’ (< gagner ’nyerni’).
Névszói képző elvonásával is keletkeztek szavak: aristocrate ’arisztokrata’ (< aristocratie ’arisztokrácia’), diplomate ’diplomata’ (< diplomatique ’diplomatikus’).
Vélt toldalék elvonására példák olyan hímnemű szavak, amelyek nőneműekből jöttek létre a szóvégi e elhagyásával: médecin ’orvos’ (< médecine ’orvostudomány’), châtain ’gesztenyebarna’ (< châtaigne ’gesztenye’), violet ’ibolyaszínű’ (< violette ’ibolya’).
A franciában ritka ugyan, de prefixum elvonása is létezik: intendant ’intéző’ (< surintendant ’főfelügyelő’), transigeance ’engedékenység’ (< intransigeance ’hajthatatlanság’).

### Az angolban
Az angol nyelvben igék keletkeztek főnevekből. Például az edit ’szerkeszt’ az editor ’szerkesztő’-ből alakult a képzőnek vélt -or szóvégi rész elvonásával analógia útján olyan -t-re végződő főnevekkel, amelyekből cselekvőneveket képeztek régebben, pl. credit ’hitel’ > creditor ’hitelező’, inspect ’felügyel’ > inspector ’felügyelő’, act ’színpadon játszik’ > actor ’színész’.
Valós képzők leválásával is jöttek létre így igék, pl. resurrect ’feltámad’ (< resurrection ’feltámadás’).
[[[Nyelvtan]]i elvonásnak nevezik például a pea ’borsószem’ szó keletkezését a régebbi pease alakból, amelyet többes számú alaknak véltek.

### A románban
A román nyelvben is vannak olyan főnevek, amelyek a megfelelő főnévi igenevek képzőjének az elvonása útján jöttek létre: auz ’hallás’ (< auzi ’hallani’), blestem ’átok’ (< blestema ’átkozni, átkozódni’), câștig ’nyereség’ (< câștiga ’nyerni’), schimb ’csere’ (< schimba ’cserélni’) stb.
Csaknem általános a románban a gyümölcsfák és -bokrok hímnemű alakjának keletkezése a gyümölcsnevek alakjából, amelyek nőneműek. Róluk a képzőnek vélt egyes szám alanyesetű ragot vonták el: alun ’mogyoróbokor’ (< alună ’mogyoró’), coacăz ’ribiszkebokor’ (< coacăză ’ribiszke’), nuc ’diófa’ (< nucă ’dió’), mur ’szederbokor’ (< mură ’szeder’) smochin ’fügefa’ (< smochină ’füge’).
Újabb jelenség egyes, a franciából átvett szavakról az -ist képző leválasztása. Például a franciában megvan a stomatologiste ’fogorvos’ szó és ennek stomatologue változata. A románban ez utóbbit vették át (stomatolog), majd a francia csak minéralogiste ’ásványkutató’, étymologiste ’etimológus’ alakú szavakat előbb így vették át, majd a stomatolog mintájára rövidítették le.

### A BHMSz-ben
A BHMSz-ben prefixumos ignevekből alakulnak főnevek az igenév-képző elhagyásával: prijenos ’átutalás, átvitel’ (< prijenositi), otkup ’visszavásárlás’ (< otkupiti), upis ’beírás, beiratás’ (< upisati), iskaz ’kifejezés’ (< iskazati), propis ’előírás’ (< propisati).